# Serra de Mairos
A Serra de Mairos é uma serra portuguesa de Trás-os-Montes, na fronteira de Chaves com Espanha, entre o Rio Mente e o rio Tâmega. Eleva-se a 1084 m de altitude na cota de Mairos. Dela sai para sudoeste um prolongamento orográfico que a une à Serra do Marão. Nesta serra encontra-se o castelo medieval Outeiro do Castelo Ancho.